# Carey Lowell
Carey Lowell (Huntington, Nueva York; 11 de febrero de 1961) es una actriz y ex modelo estadounidense.

## Primeros años
Lowell nació en Huntington, Nueva York, hija del geólogo James Lowell. Ella pasó gran parte de su infancia viviendo en países Libia, los Países Bajos, Francia y en los Estados Unidos, en Houston, Texas y Denver, Colorado, en donde se asentó con su familia cuando tenía 12 años. Después de un año en la Universidad de Colorado en Boulder, en donde se especializó en literatura, ella se mudó a Nueva York para estudiar de modelo y trabajó como tal para clientes como Ralph Lauren y Calvin Klein, y en algún momento asistió a la Universidad de Nueva York. Ella también estudió en el Neighborhood Playhouse School of the Theatre.

## Carrera
Lowell irrumpió en la actuación con un pequeño papel en la película de Robin Williams Club Paradise. Luego interpretaría papeles como los de la chica Bond Pam Bouvier en la película de James Bond Licence to Kill (1989) y, a partir de 1996, la ayudante del Fiscal del Distrito Jamie Ross en la serie de televisión Law & Order, un personaje que repitió en 2005 para un papel invitado en su spin-off, Law & Order: Trial by Jury. Inmediatamente antes de ese papel, sin embargo, se vio frustrada en su carrera como actriz y se aplicó para el estudio de cine documental en la Universidad de Nueva York.
Dejó la actuación a mediados de la década de 2000. En 2012, Lowell prestó su imagen y su voz para retomar su papel en Licence to Kill en el videojuego 007 Legends.

## Vida personal
Lowell ha estado casada tres veces. Su primer marido fue el fotógrafo de moda John Stember, con quien estuvo casada desde 1984 a 1988.
Estuvo casada con el actor Griffin Dunne desde 1989 a 1995, con quien tiene una hija, Hannah, nacida en 1990.
Lowell se casó con el actor Richard Gere en noviembre de 2002, tras el nacimiento del hijo de ambos Homer James Jigme Gere, quien nació en febrero de 2000. Lowell, como su marido, es partidaria de preservar la cultura del Tíbet y practica budismo tibetano. Un informe de un periódico de Nueva York en septiembre de 2013 dijo que habían estado viviendo en casas separadas desde hacía tiempo: Gere en su casa en Bedford, Nueva York y Lowell en su finca Strongheart en North Haven, Nueva York.

## Filmografía selecta
- Licence to Kill (1989) – Pam Bouvier
- Sleepless in Seattle (1993) – Maggie Baldwin
- Love Affair (1994) – Martha
- Leaving Las Vegas (1995) – Cajera de banco
- Law & Order (1996–2001) – Jamie Ross
- Law & Order: Trial by Jury (2005) – Jamie Ross
- Empire Falls (2005) – Francine
- Six Degrees (2006–2007) – Christine Caseman